# دارکوب‌های سبز
دارکوب‌های سبز (نام علمی: Picus) یک سرده از پرندگان خانوادهٔ دارکوبان در اروپا، آسیا و شمال آفریقا است. نام لاتین آن «دارکوب» است. سردهٔ Picus را طبیعت‌شناس سوئدی کارل لینه در سال ۱۷۵۸ در ویرایش دهم سیستم طبیعی خود ایجاد کرد.
اینها دارکوب‌های بزرگی هستند که معمولاً روتنه سبز دارند. آنها در جنگل‌ها یا بیشه‌زارها یافت می‌شوند و تخم‌های سفید خود را در لانه سوراخ درخت، معمولاً روی بستری از خرده‌های چوب می‌گذارند. دارکوب‌های سبز عمدتاً حشرات را می‌خورند و چندین گونه آنها در گرفتن مورچه‌ها یا موریانه‌ها ویژه‌خواری دارند. برخی از گونه‌ها نیز میوه یا تخم‌ها را مصرف می‌کنند. حشرات با تکان دادن سریع زبان دراز به بیرون دستگیر می‌شوند و توسط بزاق چسبنده به نوک آن می‌چسبند. این سرده نسبت به سایر گروه‌های دارکوب، کمتر درخت‌پیما است و اعضای آن اغلب از روی زمین تغذیه می‌کنند و به مورچه‌ها یا موریانه‌ها یورش می‌برند.
این سرده ۱۳ گونه دارد.